# Sidney Levin
Sidney Levin (* 20. Jahrhundert) ist ein US-amerikanischer Filmeditor. 
Sidney Levin war von Anfang der 1960er Jahre bis 2002 als Filmeditor für US-Film und Fernsehen tätig. Insgesamt arbeitete er an mehr als 35 Produktionen mit. 1974 wurde er für den Schnitt des Fernsehfilms Die Geschichte der Jane Pittman für einen Primetime-Emmy nominiert.

## Filmografie (Auswahl)
- 1968: Die Satans-Engel von Nevada (The Mini-Skirt Mob)
- 1968: Die Cadillac-Bande von San Francisco (The Young Animals)
- 1971: Joe Cocker – Mad Dogs & Englishmen
- 1972: Das Jahr ohne Vater (Sounder)
- 1973: Hexenkessel (Mean Streets)
- 1974: Die Geschichte der Jane Pittman (The Autobiography of Miss Jane Pittman, Fernsehfilm)
- 1974: Hit Lady (Fernsehfilm)
- 1975: Nashville
- 1976: Der Strohmann (The Front)
- 1976: Part 2, Sounder
- 1978: Der Champion (Casey’s Shadow)
- 1978: Der Schmalspurschnüffler (The Cheap Detective)
- 1979: Norma Rae – Eine Frau steht ihren Mann (Norma Rae)
- 1980: Oh, Moses! (Wholly Moses!)
- 1981: Nebenstraßen (Back Roads)
- 1982: Eigentlich wollte ich zum Film (I Ought to Be in Pictures)
- 1983: Cross Creek
- 1984: Menschen am Fluß (The River)
- 1985: Die zweite Wahl – Eine Romanze (Murphy’s Romance)
- 1987: Nuts… Durchgedreht (Nuts)
- 1988: Claras Geheimnis (Clara’s Heart)
- 1990: Stanley & Iris
- 1991: Na typisch! (He Said, She Said)
- 1994: Tess und ihr Bodyguard (Guarding Tess)
- 1995: Mad Dogs and Englishmen
- 1995: Die Grasharfe (The Grass Harp)
- 1996: Die dicke Vera (Larger Than Life)
- 2001: Scenes of the Crime
- 2002: Sweet Dream Alabama (Children on Their Birthdays)